# Смилевски манастир
Вижте пояснителната страница за други значения на Свети апостоли Петър и Павел.
„Св. св. Петър и Павел“ (на македонска литературна норма: „Св. св. Петар и Павле“), по-известен само като „Свети Петър“, е православен манастир в демирхисарското село Смилево, Северна Македония, под управлението на Крушевско-Демирхисарската епархия на Македонската православна църква.
Манастирът е разположен на 6 km високо над Смилево. Католиконът е изграден в средата на XIX век. Манастирът е богат – притежава малко обработваема земя, но много гори, пасища, кози и овце.
В средата на XX век след смъртта на игумен Петър, манастирът е запуснат и църквата се разрушава.
Сегашният католикон е изграден в 1983 – 1984 година на основите на стария. Църквата е кръстокуполен храм с камбанария на запад.